# Ismael Perdomo Borrero

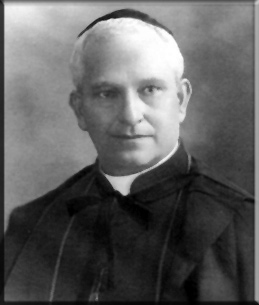
Erzbischof Ismael Perdomo Borrero

Ismael Perdomo Borrero (* 22. Februar 1872 in Gigante, Kolumbien; † 3. Juni 1950 in Bogotá) war Erzbischof von Bogotá und Primas von Kolumbien.

## Leben
Ismael Perdomo Borrero studierte unter anderem an der Päpstlichen Universität Gregoriana in Rom und empfing dort am 19. Dezember 1896 die Priesterweihe durch Kardinal Lucido Maria Parocchi. 1899 kehrte er nach Kolumbien zurück und war unter anderem als Vize-Rektor des Seminars von Garzón und Gemeindepfarrer tätig.
Papst Leo XIII. ernannte ihn am 8. Juni 1903 zum ersten Bischof des drei Jahre zuvor errichteten Bistums Ibagué. Die Bischofsweihe spendete ihm am 19. Juni desselben Jahres Girolamo Maria Kardinal Gotti, Kardinalpräfekt der Kongregation De Propaganda Fide. Mitkonsekratoren waren Giuseppe Maria Costantini, emeritierter Bischof von Nepi e Sutri, und Esteban Rojas Tovar, Bischof von Garzón. 1908, 1912 und 1919 war er Sekretär der nationalen Bischofskonferenzen. Papst Pius XI. ernannte ihn am 5. Februar 1923 zum Titularerzbischof von Traianopolis in Rhodope und bestellte ihn zum Koadjutorerzbischof von Bogotá.
Nach dem Tod von Erzbischof Bernardo Herrera Restrepo am 2. Januar 1928 wurde Perdomo Borrero gegen den Willen der kolumbianischen Regierung dessen Nachfolger. Im selben Jahr berief ihn Pius XI. zum Päpstlichen Thronassistenten. Zudem war er von 1928 bis zu seinem Tod Präsident der kolumbianischen Bischofskonferenz. Vor den Präsidentschaftswahlen im Jahr 1930 setzte er sich für den konservativen Kandidaten Alfredo Vásquez Cobo ein, dieser verlor die Wahl allerdings. 1948 ließ er die Pfarrgemeinden in der Stadt Bogotá neu strukturieren. Ismael Perdomo Borrero starb im Juni 1950.

## Seligsprechungsprozess
Der Seligsprechungsprozess wurde im Januar 1962 eingeleitet. Papst Franziskus erkannte ihm am 7. Juli 2017 den heroischen Tugendgrad zu.